# Bonavigo
Bonavigo is een gemeente in de Italiaanse provincie Verona (regio Veneto) en telt 1990 inwoners (31-12-2004). De oppervlakte bedraagt 17,8 km², de bevolkingsdichtheid is 112 inwoners per km².
De volgende frazioni maken deel uit van de gemeente: Bonavigo, Orti e Pilastro.

## Demografie
Bonavigo telt ongeveer 732 huishoudens. Het aantal inwoners daalde in de periode 1991-2001 met 4,4% volgens cijfers uit de tienjaarlijkse volkstellingen van ISTAT.
| Jaar | Inwoneraantal |
| ---- | ------------- |
| 1991 | 1967          |
| 2001 | 1881          |

## Geografie
De gemeente ligt op ongeveer 19 m boven zeeniveau.
Bonavigo grenst aan de volgende gemeenten: Albaredo d'Adige, Angiari, Legnago, Minerbe, Roverchiara, Veronella.